# Gowanuskanal

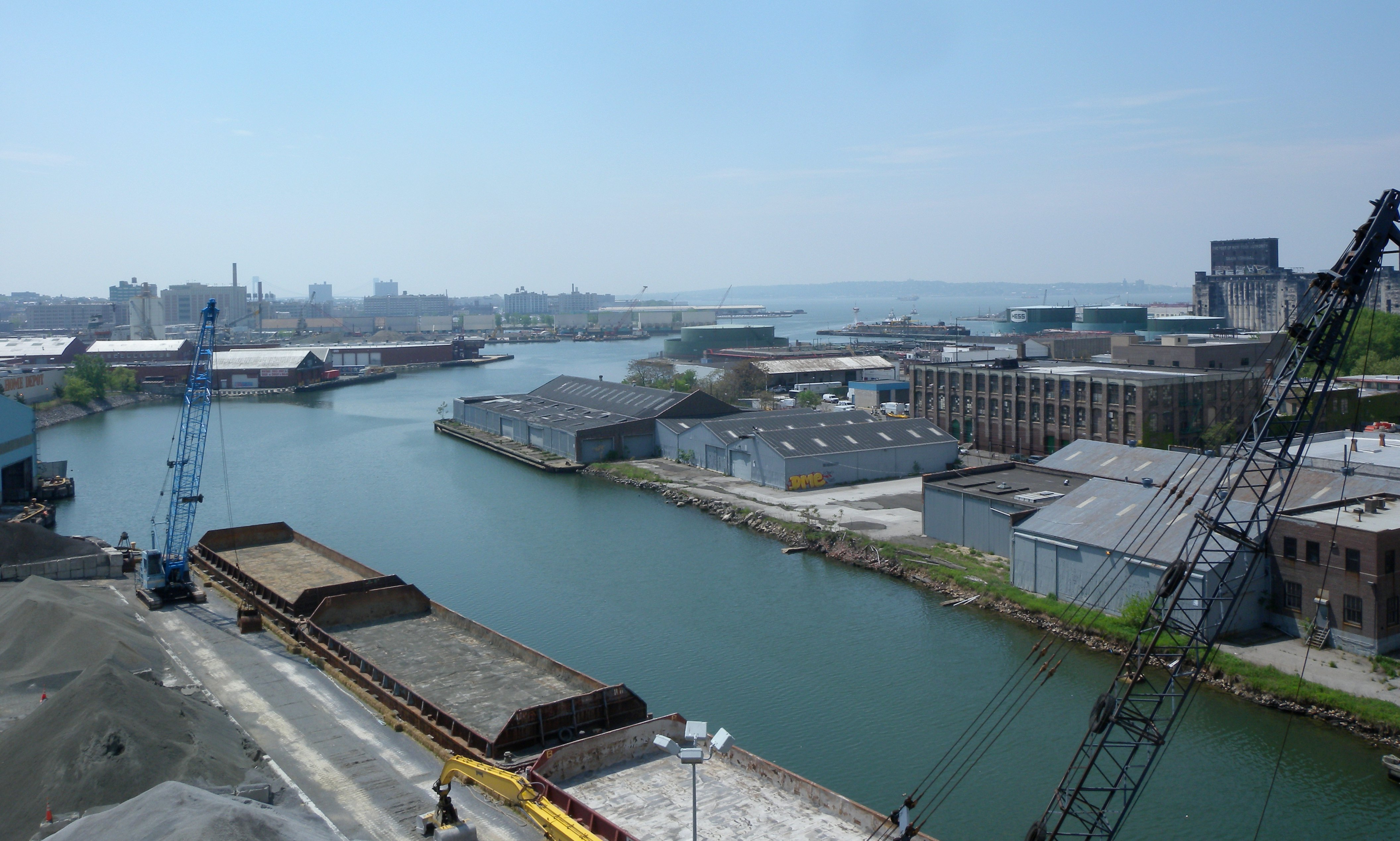
Mündung des Gowanuskanals von der Gowanus Expressway bridge, Blickrichtung Süden

Der Gowanuskanal – auf engl. Gowanus Canal oder Gowanus Creek Canal genannt – ist ein System von Stichkanälen im Stadtbezirk (Borough) Brooklyn der Stadt New York City in den Vereinigten Staaten. Der Name geht auf einen lokalen Indianerhäuptling (Gouwane) zurück. Der Kanal mündet als Gowanus Bay in die Upper New York Bay, also in den zentralen Teil des Hafengebiets. Nach ihm benannt sind ein Stadtviertel und der Gowanus Expressway. Als Creek war er Zentrum eines ausgedehnten Marschengebiets. Heute befindet sich hier eine der vier großen New Yorker Kläranlagen.

## Geographie

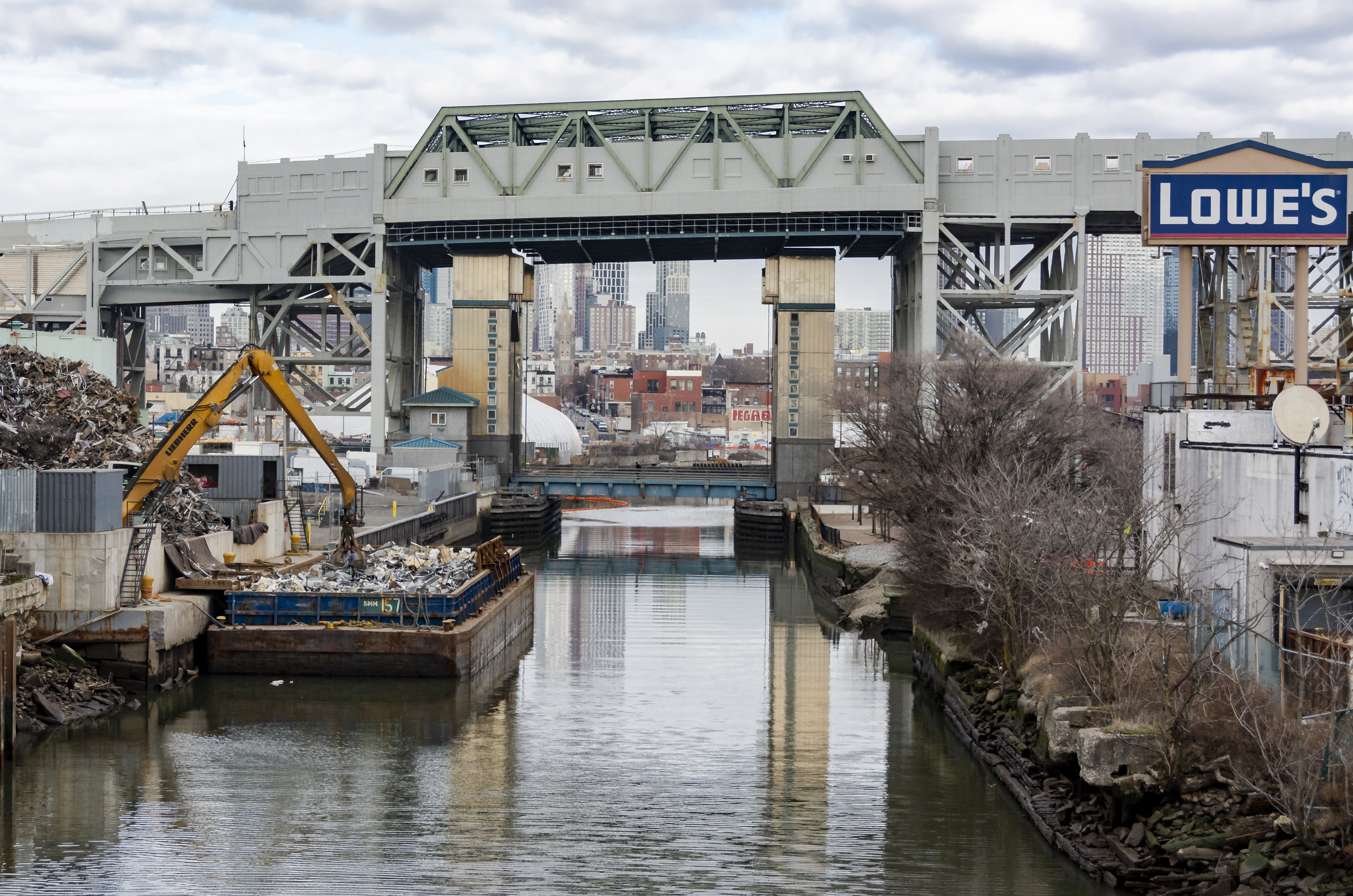
Die Brücke der New York City Subway über den Gowanuskanal in Höhe der 9th Street (2020)

Der Kanal befindet sich im äußersten Westen von Long Island in Brooklyn und ist durch die Gowanus Bay mit der Upper New York Bay verbunden. Er liegt nahezu komplett im gleichnamigen Stadtviertel Gowanus. Die umliegenden im historischen South Brooklyn liegenden Stadtviertel sind im Westen die Stadtteile Red Hook und Carroll Gardens, Park Slope im Osten, Boerum Hill im Norden sowie Sunset Park im Süden. Der Kanal wird von fünf Straßenbrücken in Ost-West-Richtung überquert, darunter die Stadtautobahn Gowanus Expressway (Interstate 278). Ebenso quert die IND Culver Line der New York City Subway mit der höchsten Station über Grund den Kanal.
Die Umgebung des heutigen Kanals war ursprünglich Teil eines, durch die bis zu zwei Meter hohen Gezeiten beeinflussten, Meeresarms (Priels) Gowanus Creek mit angrenzenden Marschen und Salzwiesen, der für seinen Artenreichtum an Fischen und Säugetieren bekannt war.

## Geschichte
Aus dem Jahre 1639 ist der erste noch erhaltene Vertrag zwischen der Regierung der niederländischen Kolonie von Nieuw Nederland und den auf Long Island lebenden Canarsee-Indianern über den Erwerb von Ackerland für die Anlage einer Tabakpflanzung. Der Sachem der zum Volk der Lenape gehörenden Indianer war Gouwane. Von diesem Namen wurde der Name des Meeresarms Gowanus Creek und der heutige Name Gowanus Bay abgeleitet.
1645 erhielt Adam Brouwer, ein ehemaliger Soldat der Niederländisch-Westindischen Kompanie, das Patent zur Einrichtung der ersten Gezeitenmühle des Dorfes Breukelen zur Produktion von Mehl und Schrot am Gowanus Creek. Eine zweite Gezeitenmühle konnte erst nach dem Ausbaggern eines Zuleitungskanals durch die Sklaven der Betreiber in Betrieb gehen.

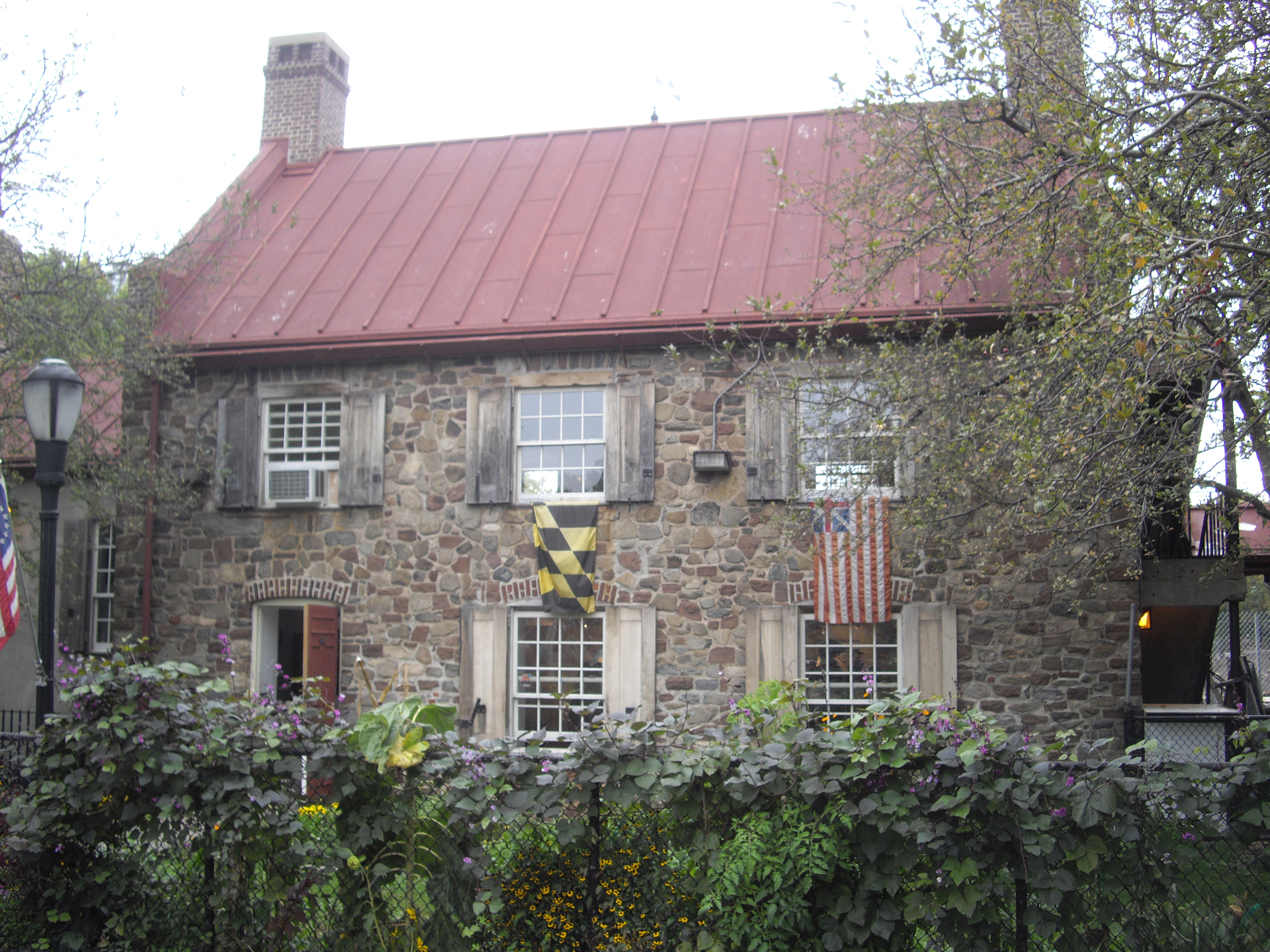
Nachbau des Old Stone House, original erbaut aus Ziegeln und Bruchsteinen vom Bauern Nicholas Vechte

Nach dem Übergang von Nieuw Nederland an das Vereinigte Königreich errichtete der Bauer Nicholas Vechte sein Old Stone House aus Ziegeln und Bruchsteinen, das heute noch als Kopie aus dem Jahre 1930 an der alten Stelle zu sehen ist. Diese Gebäude spielte später im Amerikanischen Unabhängigkeitskrieg im Jahre 1776 eine Rolle während der Schlacht von Long Island, da amerikanische Soldaten die britischen Truppen so lange zurückhalten konnten, bis George Washington sich nach Staten Island zurückziehen konnte.
Im 18. Jahrhundert befassten sich die holländisch-stämmigen Bauern in der Marsch der Gowanus-Bucht mit dem Fang von Austern, die sich in dem Brackwasser hervorragend entwickelten. Die Schalentiere wurden bis nach Europa exportiert. Die heute noch im Stadtgebiet geernteten Austern sind, wahrscheinlich durch negative Selektion bedingt, erheblich kleiner als vor 300 Jahren.

## Industrielle Entwicklung
An den Getreidemühlen am Gowanus entwickelten sich mit der Zeit Kais, an denen Personen und Waren für die sich entwickelnde Gowanusstraße landeten oder aus Long Island kommend auf Schiffe gingen. Im 19. Jahrhundert wurden Vorschläge gemacht, einen Kanal zu schaffen, das Land zu beiden Seiten zu entwässern und so Bauland für eine weitere, auch industrielle, Entwicklung zu gewinnen. Die Gesetzgebung des Staates New York brauchte jedoch fast 20 Jahre bis 1867 mit der Planung durch das United States Army Corps of Engineers begonnen werden konnte. Der Kanal war im Jahre 1869 fertig. Seine Finanzierung erfolgte über Umlagen, die die Anlieger zu entrichten hatten und Mittel des Bundesstaats New York.
Die wirtschaftlichen Auswirkungen für den Süden Brooklyns waren enorm. Die Anbindung an das Wasser und die jetzt mögliche Anlandung von Rohstoffen über den Kanal sorgten für die Errichtung von Lagerhäusern, Fabriken, Gerbereien, Kohlelagern und Gasfabriken. Der Kanal wurde auch wichtig für die Entladung der Sandsteins (brownstone), der in New Jersey und im Staate New York gebrochen wurde und ein typischer Bestandteil der Architektur in den Bezirken Caroll Gardens, Cobble Hill und Park Slope wurde. Die sich weiter entwickelnde Industrie, zu der jetzt auch Farb-, Tinten- und Seifenfabriken sowie Unternehmen der chemischen Industrie und Gaswerke gehörten, war die Ursache für die zunehmende Luft- und Wasserverschmutzung.
Die sich ständig vergrößernde Bevölkerung im Süden Brooklyns sorgte für eine weitere Quelle der Verschmutzung, da alle Abwässer und das Oberflächenwasser nach Regen- oder Schneefällen ungeklärt in den Gowanuskanal geleitet wurden. Gegen Ende des 19. Jahrhunderts erhielt der stinkende Wasserlauf den Spitznamen „Lavendelsee“. Nach dem Ersten Weltkrieg war der Kanal mit 6 Millionen Jahrestonnen der wichtigste Kanal der USA und der am meisten verschmutzte. Durch den Eintrag von Sedimenten mittels der nicht getrennten Abwasserkanäle versandete er sehr schnell und musste häufig ausgebaggert werden. Im Jahre 1955 stellte das United States Army Corps of Engineers die bis dahin regelmäßigen Nassbaggerarbeiten ein, da sich unter anderem die Arten der Nutzung des Kanals geändert hatten: Kohle und Koks wurden durch Öl und Erdgas ersetzt, die auf anderen Wegen in Brooklyn angeliefert wurden.

## Umweltverschmutzung
Bei der Planung des Kanals waren verschiedene Schleusensysteme erwogen worden, die eine kontinuierliche Reinigung durch Fluten des Kanals ermöglicht hätten. Diese wurden jedoch als zu teuer abgelehnt, sodass man auf die Selbstreinigung des ca. 3 km langen Kanals durch die Gezeiten vertraute, die jedoch nicht funktionierte. Bei Untersuchungen stellte man einen Sauerstoffgehalt von lediglich 1,5 ppm fest. Ein Leben im Wasser ist jedoch erst ab 4 ppm möglich. Der Geruch des Kanals wird ferner durch den hohen Eintrag von Nitraten und anderen Schadstoffen und die dadurch ermöglichte bessere Entwicklung von geruchserzeugenden Lebewesen unangenehmer.
Bereits im Jahre 1890 wurden die ersten großen Abwasserleitungen mit Auslässen am Kanal vorbei direkt ins Meer gebaut. Diese Maßnahmen erwiesen sich jedoch nicht als ausreichend. Ein weiterer großer Abwasserkanal aus Prospect Heights sollte einmal den immer wieder bei Regenfällen überfluteten Bezirk schützen und zweitens durch die Einleitung dieser Wässer am Oberlauf des Gowanuskanals zur Reinigung des Kanals beitragen. Im Jahre 1911 wurde dann ein großer Tunnel vom Buttermilk Channel zum Gowanuskanal gebaut, der Wasser vom East River zum Oberlauf des Kanals bringen sollte. Dieser Flushing Tunnel lag jedoch 40 Jahre lang ungenutzt unter der Erde und wurde erst nach Einbau starker Pumpen am 3. Mai 1999 wieder in Betrieb genommen. Die technischen Probleme dieser Maßnahme und der Verbesserungen sind nach 100 Jahren noch immer nicht gänzlich gelöst. Die Investition kann nur während 11 Stunden in der Zeit der Flut genutzt werden. Die Wasserqualität des Kanals hat sich jedoch in den Zeiten der zusätzlichen Wasserzufuhr gebessert.
Eine in Red Hook im Jahre 1987 errichtete Abwasserbehandlungsanlage dient jedoch bisher nur teilweise der Behandlung von Abwässern aus den alten Kanalsystemen, sondern eher aus neuen Industrie- und Wohnvierteln. Der Wasserüberschuss älterer Kanalsysteme fließt auch im Jahre 2011 weiterhin an 14 errichteten Überlaufstellen aus dem kombinierten Regen- und Schmutzwassersystem in den Gowanuskanal.

## Neuere Entwicklungen

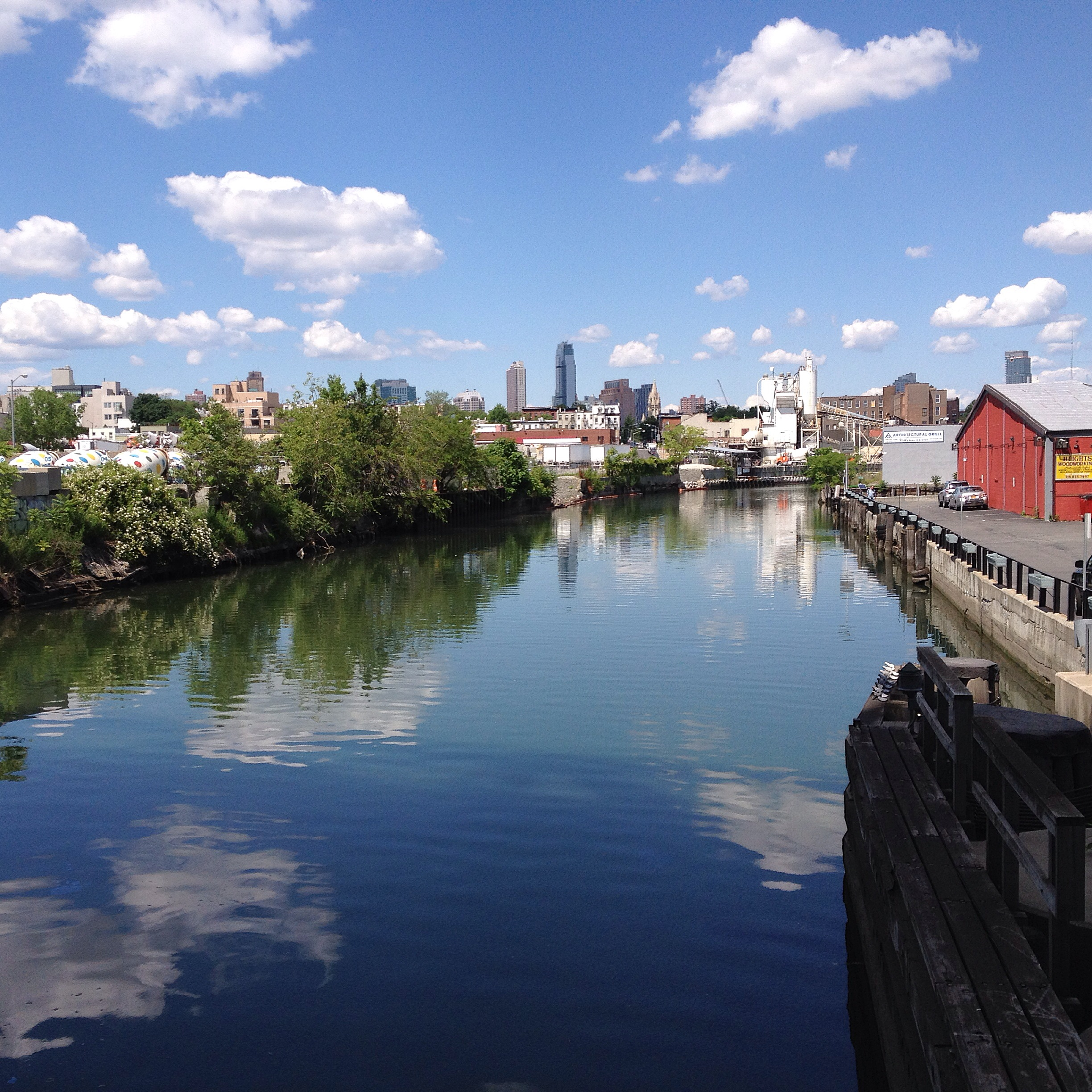
Gowanuskanal im Jahr 2014

Der Gowanuskanal wird seit 2010 von der US-Bundesbehörde für Umweltschutz (EPA) in einem mit Sondermitteln dotierten Fonds geführt. Die Behörde wird in den nächsten Jahren in Zusammenarbeit mit Planern und lokalen Vereinigungen eine Verbesserung der Umweltbedingungen durchsetzen. Die Behörde warnt zurzeit jedoch noch davor, mit dem Wasser des Kanals in Berührung zu kommen, weil die Konzentrationen an polyzyklischen aromatischen Kohlenwasserstoffen, die zum Teil krebserregend sind, zu hoch sind.
Bei archäologischen Untersuchungen der Behörde im Kanal wurden durch Sonartechnik die Überreste von vier Schiffen entdeckt, von den eines noch aus dem 17. Jahrhundert stammen könnte.
Im Jahre 2013 bestanden mehrere Pläne, die Verschmutzung des Gowanuskanals in den Griff zu bekommen. Der erste sah eine Ausbaggerung des Kanals und seiner Ufer vor. Im zweiten Plan sollte durch eine Abdeckung des Kanals und des darin liegenden Mülls das Umweltrisiko versteckt werden. Für beide Maßnahmen war eine Ausführungszeit von mehreren Jahren geplant. Am 27. September 2013 genehmigte das New York City Department of Environmental Protection (DEP) die bis zum Jahre 2022 für geplante Kosten von US$ 506 Mio. durchzuführenden Arbeiten. Diese umfassen Nassbaggerarbeiten der vergifteten Ablagerungen im Kanal und deren Entsorgung, Abdeckung der ausgebaggerten Teile des Kanalbodens, sowie Kontrollen der zukünftigen Abwasserüberläufe in den Kanal.

## Film
- Claudia Müller, Claudia Steinberg (Regie): New York – Stadt am Wasser. De, 2012, 44 Min[3]